# Moimentinha
Moimentinha es una freguesia portuguesa del concelho de Trancoso, con 6,53 km² de superficie y 233 habitantes (2001). Su densidad de población es de 35,7 hab/km².